# Campionati mondiali di lotta 2023
I campionati mondiali di lotta 2023 si sono svolti presso la Štark Arena di Belgrado, in Serbia, dal 16 al 24 settembre 2022. Sono stati la 18ª edizione a comprendere contestulmente i tornei di lotta greco-romana e lotta libera femminile e maschile.
I lottatori delle nazioni che avevano partecipato ai campionati continentali del 2023 avevano potuto iscriversi anche ai campionati mondiali.
La competizione è stata valida come torneo di qualificazione per i Giochi olimpici: si qualificano i primi 5 meglio classificati in ciascuna delle categorie di peso olimpiche (lotta libera 57, 65, 74, 86, 97, 125 kg; lotta greco-romana 60, 67, 77, 87, 97, 130 kg; lotta femminile 50, 53, 57, 62, 68, 76 kg); complessivamente 90 lottatori.

## Partecipanti
Alla competizione sono stati iscritti 280 lottatrici e 732 lottatori.
La federazione indiana di lotta libera aveva rispettato la scadenza fissata dall'UWW per eleggere un nuovo presidente dopo la rimozione del precedente, Brij Bhushan Sharan Singh, è stato accusato di molestie sessuali. Di conseguenza, i lottatori indiani hanno gareggiato sotto la bandiera neutrale di United World Wrestling (UWW).
Due atleti rifugiati di origine iraniana (Iman Mahdavi e Jamal Valizadeh) hanno partecipato con il nome e la bandiera della United World Wrestling (UWW), proprio come i 30 lottatori provenienti dall'India.
L'UWW ha seguito una raccomandazione del CIO in relazione all'ammissibilità dei lottatori russi e bielorussi: ha istituito una commissione indipendente che, con l'aiuto di un ente privato, ha condotto un rigoroso controllo degli atleti e del personale di supporto agli atleti interessati. Dei 235 russi e bielorussi controllati, 26 sono stati ritenuti non ammissibili. I restanti atleti e allenatori sono autorizzati a partecipare ai Campionati mondiali sotto una bandiera neutrale. I lottatori russi e bielorussi hanno gareggiato sotto la denominazione Atleti Individuali Neutrali (AIN).
1. Albania (6)
2. Algeria (8)
3. Angola (2)
4. Argentina (2)
5. Armenia (17)
6. Australia (3)
7. Austria (7)
8. Azerbaigian (26)
9. Barbados (1)
10. Belgio (1)
11. Brasile (9)
12. Bahrein (4)
13. Bulgaria (22)
14. Cambogia (1)
15. Canada (19)
16. Cile (2)
17. Cina (29)
18. Costa d'Avorio (2)
19. Colombia (12)
20. Comore (2)
21. Capo Verde (3)
22. Costa Rica (1)
23. Croazia (6)
24. Cuba (11)
25. Rep. Ceca (4)
26. Danimarca (2)
27. Ecuador (7)
28. Egitto (11)
29. El Salvador (1)
30. Spagna (9)
31. Estonia (7)
32. Francia (14)
33. Micronesia (1)
34. Guinea-Bissau (1)
35. Georgia (20)
36. Germania (22)
37. Grecia (5)
38. Guam (5)
39. Honduras (1)
40. Ungheria (22)
41. Atleti Individuali Neutrali (56)
42. Iran (20)
43. Israele (8)
44. Italia (17)
45. Giamaica (1)
46. Giordania (2)
47. Giappone (30)
48. Kazakistan (29)
49. Kenya (13)
50. Kirghizistan (19)
51. Corea del Sud (26)
52. Lettonia (4)
53. Lituania (13)
54. Marocco (2)
55. Moldavia (20)
56. Messico (19)
57. Mongolia (20)
58. Macedonia del Nord (8)
59. Paesi Bassi (2)
60. Nigeria (6)
61. Norvegia (8)
62. Pakistan (3)
63. Perù (2)
64. Palestina (1)
65. Polonia (22)
66. Porto Rico (7)
67. Romania (16)
68. Sudafrica (1)
69. Sierra Leone (1)
70. San Marino (2)
71. Serbia (17)
72. Sri Lanka (2)
73. Sudan (1)
74. Svizzera (9)
75. Svezia (10)
76. Slovacchia (5)
77. Tonga (1)
78. Tagikistan (6)
79. Turkmenistan (12)
80. Tunisia (3)
81. Turchia (30)
82. Uganda (2)
83. Ucraina (30)
84. Stati Uniti (30)
85. United World Wrestling (32)
86. Uzbekistan (26)
87. Venezuela (10)
88. Vietnam (3)
89. Yemen (1)

### Controversie
La United World Wrestling (UWW) ha autorizzato la partecipazione di alcuni lottatori russi nonostante questi avessero partecipato a manifestazione pubbliche a favore della invasione russa dell'Ucraina e avessero espresso il loro sostegno alla guerra. Tra gli atleti in questione si annoverano Abdulrashid Sadulaev, Zaurbek Sidakov e Zaur Uguev. La decisione è stata criticata perché contraddiceva le raccomandazioni del CIO. L'UWW ha motivato la propria decisione di ammettere questi lottatori a partecipare ai mondiali affermando che la loro apparizione agli eventi pubblici non fosse spontanea e che il loro sostegno alla guerra e alla politica del loro governo non poteva essere affermato con certezza. In generale, gli atleti neutrali individuali hanno vinto 2 medaglie d'oro, 2 d'argento e 2 di bronzo: gli atleti provenienti della Russia (Aues Gonibov, Abasgadzhi Magomedov, Shamil Mamedov, Zaurbek Sidakov e Akhmed Usmanov) hanno vinto 2 medaglie d'oro, 1 d'argento e 2 di bronzo, mentre quelli provenienti della Bielorussia (Vanėsa Kaladzinskaja) - 1 medaglia d'argento.

## Programma
UTC+2:00
GR = Lotta greco romana
FS = lotta libera
WW = Lotta femminile
| Data         | Ora         | Evento                                                                   |
| ------------ | ----------- | ------------------------------------------------------------------------ |
| 16 settembre | 10.30–15.00 | Qualificazioni: FS 61–70–86–125 kg                                       |
| 16 settembre | 17:00–18.15 | Semifinali: FS 61–70–86–125 kg                                           |
| 17 settembre | 10.30–14.30 | Qualificazioni: FS 79–92–57–74 kg; Ripescaggi: FS 61–70–86–125 kg        |
| 17 settembre | 16.45–17.45 | Semifinali: FS 79–92–57–74 kg                                            |
| 17 settembre | 18.00–21.00 | Finali: FS 61–70–86–125 kg                                               |
| 18 settembre | 10.30–15.00 | Qualificazioni: FS 65–97 kg / WW 55–59 kg; Ripescaggi: FS 79–92–57–74 kg |
| 18 settembre | 17.00–18.00 | Semifinali: FS 65–97 kg / WW 55–59 kg                                    |
| 18 settembre | 18.00–21.00 | Finali: FS 79–92–57–74 kg                                                |
| 19 settembre | 10.30–14.30 | Qualificazioni: WW 65–50–57–76 kg; Ripescaggi: FS 65–97 kg / WW 55–59 kg |
| 19 settembre | 16.45–17.45 | Semifinali: WW 65–50–57–76 kg                                            |
| 19 settembre | 18.00–21.00 | Finali: FS 65–97 kg / WW 55–59 kg                                        |
| 20 settembre | 10.30–14.00 | Qualificazioni: WW 72–53–62–68 kg; Ripescaggi: WW 65–50–57–76 kg         |
| 20 settembre | 16.45–17.45 | Semifinali: WW 72–53–62–68 kg                                            |
| 20 settembre | 18.00–21.00 | Finali: WW 65–50–57–76 kg                                                |
| 21 settembre | 10.30–14.00 | Qualificazioni: GR 55–82–77–130 kg; Ripescaggi: WW 72–53–62–68 kg        |
| 21 settembre | 16.45–17.45 | Semifinali: GR 55–82–77–130 kg                                           |
| 21 settembre | 18.00–21.00 | Finali: WW 72–53–62–68 kg                                                |
| 22 settembre | 10.30–14.00 | Qualificazioni: GR 72–60–97 kg; Ripescaggi: GR 55–82–77–130 kg           |
| 22 settembre | 16.45–17.45 | Semifinali: GR 72–60–97 kg                                               |
| 22 settembre | 18.00–21.00 | Finali: GR 55–82–77–130 kg                                               |
| 23 settembre | 10.30–14.00 | Qualificazioni: GR 63–67–87 kg; Ripescaggi: GR 72–60–97 kg               |
| 23 settembre | 16.45–17.45 | Semifinali: GR 63–67–87 kg                                               |
| 23 settembre | 18.00–21.00 | Finali: GR 72–60–97 kg                                                   |
| 24 settembre | 16.30–17.30 | Ripescaggi: GR 63–67–87 kg                                               |
| 24 settembre | 18:00–20.30 | Finali: GR 63–67–87 kg                                                   |

## Copertura televisiva
Le competizioni sono state visibili in diretta streaming sulla piattaforma della Federazione internazionale di lotta UWW+, sottoscrivendo un abbonamento, nonché sul sito uww.org e la applicazione ufficiale UWW App.
Le emittenti ufficiali sono state le seguenti:
| Nazione    | Emittente             |
| ---------- | --------------------- |
| Vietnam    | VTVCab                |
| Slovacchia | Arena TV              |
| Rep. Ceca  | Arena TV              |
| Malaysia   | RTM                   |
| Cina       | CCTV                  |
| Macao      | CCTV                  |
| Indonesia  | EMTEK                 |
| Filippine  | EMTEK                 |
| Timor Est  | EMTEK                 |
| Mongolia   | Rete sportiva Premium |

In Italia la RAI ha offerto una copertura parziale della manifestazione. Rai Sport HD ha trasmesso in diretta tv in chiaro le finali per il bronzo e per l'oro disputate dal 18 al 22 settembre 2023. Su Rai Play sono state trasmesse in streaming anche le finali del 23 e 24 settembre 2023.

## Classifica squadre
| Class | Lotta libera maschile | Lotta libera maschile | Lotta greco-romana | Lotta greco-romana | Lotta libera femminile | Lotta libera femminile |
| Class | Squadra               | Punti                 | Squadra            | Punti              | Squadra                | Punti                  |
| ----- | --------------------- | --------------------- | ------------------ | ------------------ | ---------------------- | ---------------------- |
| 1     | Stati Uniti           | 148                   | Azerbaigian        | 120                | Giappone               | 195                    |
| 2     | Iran                  | 110                   | Iran               | 102                | Stati Uniti            | 135                    |
| 3     | Georgia               | 80                    | Turchia            | 93                 | Mongolia               | 80                     |
| 4     | Kazakistan            | 74                    | Cuba               | 73                 | Cina                   | 65                     |
| 5     | Azerbaigian           | 66                    | Armenia            | 65                 | Ucraina                | 59                     |
| 6     | Giappone              | 61                    | Kirghizistan       | 60                 | Moldavia               | 58                     |
| 7     | Armenia               | 49                    | Georgia            | 59                 | Turchia                | 55                     |
| 8     | Turchia               | 42                    | Ungheria           | 52                 | Kirghizistan           | 47                     |
| 9     | Serbia                | 40                    | Uzbekistan         | 52                 | United World Wrestling | 39                     |
| 10    | Ungheria              | 37                    | Serbia             | 49                 | Germania               | 35                     |

## Podi

### Uomini

#### Lotta greco-romana
| Evento            | Oro                                 | Argento                      | Bronzo                                   |
| 55 kg (dettagli)  | Eldəniz Əzizli Azerbaigian          | Nugzari Tsurtsumia Georgia   | Pouya Dadmarz Iran                       |
| 55 kg (dettagli)  | Eldəniz Əzizli Azerbaigian          | Nugzari Tsurtsumia Georgia   | Jasurbek Ortikboev Uzbekistan            |
| 60 kg (dettagli)  | Zholaman Sharshenbekov Kirghizistan | Kenichiro Fumita Giappone    | Cao Liguo Cina                           |
| 60 kg (dettagli)  | Zholaman Sharshenbekov Kirghizistan | Kenichiro Fumita Giappone    | Islomjon Bakhromov Uzbekistan            |
| 63 kg (dettagli)  | Leri Abuladze Georgia               | Murad Mammadov Azerbaigian   | Enes Başar Turchia                       |
| 63 kg (dettagli)  | Leri Abuladze Georgia               | Murad Mammadov Azerbaigian   | Georgii Tibilov Serbia                   |
| 67 kg (dettagli)  | Luis Orta Cuba                      | Hasrat Jafarov Azerbaigian   | Mate Nemeš Serbia                        |
| 67 kg (dettagli)  | Luis Orta Cuba                      | Hasrat Jafarov Azerbaigian   | Mohammad Reza Geraei Iran                |
| 72 kg (dettagli)  | Ibrahim Ghanem Francia              | Róbert Fritsch Ungheria      | Selçuk Can Turchia                       |
| 72 kg (dettagli)  | Ibrahim Ghanem Francia              | Róbert Fritsch Ungheria      | Ali Arsalan Serbia                       |
| 77 kg (dettagli)  | Akzhol Makhmudov Kirghizistan       | Sanan Suleymanov Azerbaigian | Malkhas Amoyan Armenia                   |
| 77 kg (dettagli)  | Akzhol Makhmudov Kirghizistan       | Sanan Suleymanov Azerbaigian | Nao Kusaka Giappone                      |
| 82 kg (dettagli)  | Rafig Huseynov Azerbaigian          | Alireza Mohmedi Iran         | Yaroslav Filchakov Ucraina               |
| 82 kg (dettagli)  | Rafig Huseynov Azerbaigian          | Alireza Mohmedi Iran         | Aues Gonibov Atleti Individuali Neutrali |
| 87 kg (dettagli)  | Ali Cengiz Turchia                  | Non attribuita               | Zhan Beleniuk Ucraina                    |
| 87 kg (dettagli)  | Dávid Losonczi Ungheria             | Non attribuita               | Semen Novikov Bulgaria                   |
| 97 kg (dettagli)  | Gabriel Rosillo Cuba                | Artur Aleksanyan Armenia     | Artur Omarov Rep. Ceca                   |
| 97 kg (dettagli)  | Gabriel Rosillo Cuba                | Artur Aleksanyan Armenia     | Mohammad Hadi Saravi Iran                |
| 130 kg (dettagli) | Amin Mirzazadeh Iran                | Rıza Kayaalp Turchia         | Abdellatif Mohamed Egitto                |
| 130 kg (dettagli) | Amin Mirzazadeh Iran                | Rıza Kayaalp Turchia         | Óscar Pino Cuba                          |

#### Lotta libera
| Evento            | Oro                                         | Argento                                          | Bronzo                                     |
| 57 kg (dettagli)  | Stevan Mićić Serbia                         | Rei Higuchi Giappone                             | Arsen Harutyunyan Armenia                  |
| 57 kg (dettagli)  | Stevan Mićić Serbia                         | Rei Higuchi Giappone                             | Zelimkhan Abakarov Albania                 |
| 61 kg (dettagli)  | Vito Arujau Stati Uniti                     | Abasgadzhi Magomedov Atleti Individuali Neutrali | Taiyrbek Zhumashbek Uulu Kirghizistan      |
| 61 kg (dettagli)  | Vito Arujau Stati Uniti                     | Abasgadzhi Magomedov Atleti Individuali Neutrali | Shota Phartenadze Georgia                  |
| 65 kg (dettagli)  | Iszmail Muszukajev Ungheria                 | Sebastian Rivera Porto Rico                      | Shamil Mamedov Atleti Individuali Neutrali |
| 65 kg (dettagli)  | Iszmail Muszukajev Ungheria                 | Sebastian Rivera Porto Rico                      | Vazgen Tevanyan Armenia                    |
| 70 kg (dettagli)  | Zain Retherford Stati Uniti                 | Amir Mohammad Yazdani Iran                       | Ramazan Ramazanov Bulgaria                 |
| 70 kg (dettagli)  | Zain Retherford Stati Uniti                 | Amir Mohammad Yazdani Iran                       | Arman Andreasyan Armenia                   |
| 74 kg (dettagli)  | Zaurbek Sidakov Atleti Individuali Neutrali | Kyle Dake Stati Uniti                            | Khetag Tsabolov Serbia                     |
| 74 kg (dettagli)  | Zaurbek Sidakov Atleti Individuali Neutrali | Kyle Dake Stati Uniti                            | Daichi Takatani Giappone                   |
| 79 kg (dettagli)  | Akhmed Usmanov Atleti Individuali Neutrali  | Vladimeri Gamq'relidze Georgia                   | Mohammad Nokhodi Iran                      |
| 79 kg (dettagli)  | Akhmed Usmanov Atleti Individuali Neutrali  | Vladimeri Gamq'relidze Georgia                   | Vasyl Mykhailov Ucraina                    |
| 86 kg (dettagli)  | David Morris Taylor Stati Uniti             | Hassan Yazdani Iran                              | Myles Amine San Marino                     |
| 86 kg (dettagli)  | David Morris Taylor Stati Uniti             | Hassan Yazdani Iran                              | Azamat Dauletbekov Kazakistan              |
| 92 kg (dettagli)  | Rizabek Aitmūqan Kazakistan                 | Osman Nurmagomedov Azerbaigian                   | Feyzullah Aktürk Turchia                   |
| 92 kg (dettagli)  | Rizabek Aitmūqan Kazakistan                 | Osman Nurmagomedov Azerbaigian                   | Zahid Valencia Stati Uniti                 |
| 97 kg (dettagli)  | Akhmed Tazhudinov Bahrein                   | Magomedkhan Magomedov Azerbaigian                | Kyle Snyder Stati Uniti                    |
| 97 kg (dettagli)  | Akhmed Tazhudinov Bahrein                   | Magomedkhan Magomedov Azerbaigian                | Givi Mach'arashvili Georgia                |
| 125 kg (dettagli) | Amir Hossein Zare Iran                      | Geno Petriashvili Georgia                        | Taha Akgül Turchia                         |
| 125 kg (dettagli) | Amir Hossein Zare Iran                      | Geno Petriashvili Georgia                        | Mason Parris Stati Uniti                   |

### Donne

#### Lotta libera
| Evento           | Oro                             | Argento                                          | Bronzo                               |
| 50 kg (dettagli) | Yui Susaki Giappone             | Dolgorjavyn Otgonjargal Mongolia                 | Feng Ziqi Cina                       |
| 50 kg (dettagli) | Yui Susaki Giappone             | Dolgorjavyn Otgonjargal Mongolia                 | Sarah Hildebrandt Stati Uniti        |
| 53 kg (dettagli) | Akari Fujinami Giappone         | Vanėsa Kaladzinskaja Atleti Individuali Neutrali | Lucía Yépez Ecuador                  |
| 53 kg (dettagli) | Akari Fujinami Giappone         | Vanėsa Kaladzinskaja Atleti Individuali Neutrali | Antim Panghal United World Wrestling |
| 55 kg (dettagli) | Haruna Okuno Giappone           | Jacarra Winchester Stati Uniti                   | Mariana Drăguțan Moldavia            |
| 55 kg (dettagli) | Haruna Okuno Giappone           | Jacarra Winchester Stati Uniti                   | Anastasia Blayvas Germania           |
| 57 kg (dettagli) | Tsugumi Sakurai Giappone        | Anastasia Nichita Moldavia                       | Odunayo Adekuoroye Nigeria           |
| 57 kg (dettagli) | Tsugumi Sakurai Giappone        | Anastasia Nichita Moldavia                       | Helen Maroulis Stati Uniti           |
| 59 kg (dettagli) | Zhang Qi Cina                   | Yuliya Tkach Ucraina                             | Jennifer Rogers Stati Uniti          |
| 59 kg (dettagli) | Zhang Qi Cina                   | Yuliya Tkach Ucraina                             | Othelie Høie Norvegia                |
| 62 kg (dettagli) | Aisuluu Tynybekova Kirghizistan | Sakura Motoki Giappone                           | Grace Bullen Norvegia                |
| 62 kg (dettagli) | Aisuluu Tynybekova Kirghizistan | Sakura Motoki Giappone                           | Iryna Koliadenko Ucraina             |
| 65 kg (dettagli) | Nonoka Ozaki Giappone           | Macey Kilty Stati Uniti                          | Mimi Hristova Bulgaria               |
| 65 kg (dettagli) | Nonoka Ozaki Giappone           | Macey Kilty Stati Uniti                          | Lili Lili Cina                       |
| 68 kg (dettagli) | Buse Tosun Turchia              | Enkhsaikhany Delgermaa Mongolia                  | Koumba Larroque Francia              |
| 68 kg (dettagli) | Buse Tosun Turchia              | Enkhsaikhany Delgermaa Mongolia                  | Irina Rîngaci Moldavia               |
| 72 kg (dettagli) | Amit Elor Stati Uniti           | Enkh-Amaryn Davaanasan Mongolia                  | Zhamila Bakbergenova Kazakistan      |
| 72 kg (dettagli) | Amit Elor Stati Uniti           | Enkh-Amaryn Davaanasan Mongolia                  | Miwa Morikawa Giappone               |
| 76 kg (dettagli) | Yuka Kagami Giappone            | Aiperi Medet Kyzy Kirghizistan                   | Tatiana Rentería Colombia            |
| 76 kg (dettagli) | Yuka Kagami Giappone            | Aiperi Medet Kyzy Kirghizistan                   | Adeline Gray Stati Uniti             |

## Medagliere
| Pos.   | Paese                       | Oro | Argento | Bronzo | Totale |
| ------ | --------------------------- | --- | ------- | ------ | ------ |
| 1      | Giappone                    | 6   | 3       | 3      | 12     |
| 2      | Stati Uniti                 | 4   | 3       | 7      | 14     |
| 3      | Kirghizistan                | 3   | 1       | 1      | 5      |
| 4      | Azerbaigian                 | 2   | 5       | 0      | 7      |
| 5      | Iran                        | 2   | 3       | 4      | 9      |
| -      | Atleti Individuali Neutrali | 2   | 2       | 2      | 6      |
| 6      | Turchia                     | 2   | 1       | 4      | 7      |
| 7      | Cuba                        | 2   | 0       | 1      | 3      |
| 8      | Georgia                     | 1   | 3       | 2      | 5      |
| 9      | Ungheria                    | 1   | 2       | 0      | 3      |
| 10     | Serbia                      | 1   | 0       | 4      | 5      |
| 11     | Cina                        | 1   | 0       | 3      | 4      |
| 12     | Kazakistan                  | 1   | 0       | 2      | 3      |
| 13     | Francia                     | 1   | 0       | 1      | 2      |
| 14     | Bahrein                     | 1   | 0       | 0      | 1      |
| 15     | Mongolia                    | 0   | 3       | 0      | 3      |
| 16     | Armenia                     | 0   | 1       | 4      | 5      |
| 16     | Ucraina                     | 0   | 1       | 4      | 5      |
| 18     | Moldavia                    | 0   | 1       | 2      | 3      |
| 19     | Porto Rico                  | 0   | 1       | 0      | 1      |
| 20     | Bulgaria                    | 0   | 0       | 3      | 3      |
| 21     | Norvegia                    | 0   | 0       | 2      | 2      |
| 21     | Uzbekistan                  | 0   | 0       | 2      | 2      |
| 20     | Albania                     | 0   | 0       | 1      | 1      |
| 20     | Colombia                    | 0   | 0       | 1      | 1      |
| 20     | Rep. Ceca                   | 0   | 0       | 1      | 1      |
| 20     | Ecuador                     | 0   | 0       | 1      | 1      |
| 20     | Egitto                      | 0   | 0       | 1      | 1      |
| 20     | Germania                    | 0   | 0       | 1      | 1      |
| 20     | Nigeria                     | 0   | 0       | 1      | 1      |
| 20     | San Marino                  | 0   | 0       | 1      | 1      |
| 20     | UWW                         | 0   | 0       | 1      | 1      |
| Totale | Totale                      | 30  | 30      | 60     | 120    |

## Qualificazioni a Parigi 2024
| Comitato olimpico nazionale | Lotta libera maschile | Lotta libera maschile | Lotta libera maschile | Lotta libera maschile | Lotta libera maschile | Lotta libera maschile | Lotta greco-romana maschile | Lotta greco-romana maschile | Lotta greco-romana maschile | Lotta greco-romana maschile | Lotta greco-romana maschile | Lotta greco-romana maschile | Lotta libera femminile | Lotta libera femminile | Lotta libera femminile | Lotta libera femminile | Lotta libera femminile | Lotta libera femminile | Totale |
| Comitato olimpico nazionale | 57                    | 65                    | 74                    | 86                    | 97                    | 125                   | 60                          | 67                          | 77                          | 87                          | 97                          | 130                         | 50                     | 53                     | 57                     | 62                     | 68                     | 76                     | Totale |
| --------------------------- | --------------------- | --------------------- | --------------------- | --------------------- | --------------------- | --------------------- | --------------------------- | --------------------------- | --------------------------- | --------------------------- | --------------------------- | --------------------------- | ---------------------- | ---------------------- | ---------------------- | ---------------------- | ---------------------- | ---------------------- | ------ |
| Albania                     | Yes                   |                       |                       |                       |                       |                       |                             |                             |                             |                             |                             |                             |                        |                        |                        |                        |                        |                        | 1      |
| Atleti Neutrali Autorizzati | Yes                   | Yes                   | Yes                   |                       |                       | Yes                   |                             |                             |                             |                             | Yes                         |                             |                        | Yes                    |                        |                        |                        |                        | 6      |
| Armenia                     | Yes                   | Yes                   |                       |                       |                       |                       |                             | Yes                         | Yes                         |                             | Yes                         |                             |                        |                        |                        |                        |                        |                        | 5      |
| Azerbaigian                 |                       |                       |                       |                       | Yes                   |                       |                             | Yes                         | Yes                         |                             |                             |                             |                        |                        |                        |                        |                        |                        | 3      |
| Brunei                      |                       |                       |                       |                       | Yes                   |                       |                             |                             |                             |                             |                             |                             |                        |                        |                        |                        |                        |                        | 1      |
| Bulgaria                    |                       |                       |                       |                       |                       |                       |                             |                             |                             | Yes                         |                             |                             |                        |                        |                        |                        |                        |                        | 1      |
| Cina                        |                       |                       |                       |                       |                       |                       | Yes                         |                             |                             |                             |                             | Yes                         | Yes                    |                        |                        |                        |                        |                        | 3      |
| Colombia                    |                       |                       |                       |                       |                       |                       |                             |                             |                             |                             |                             |                             |                        |                        |                        |                        |                        | Yes                    | 1      |
| Cuba                        |                       |                       |                       |                       |                       |                       |                             | Yes                         |                             |                             | Yes                         | Yes                         |                        |                        |                        |                        |                        | Yes                    | 4      |
| Rep. Ceca                   |                       |                       |                       |                       |                       |                       |                             |                             |                             |                             | Yes                         |                             |                        |                        |                        |                        |                        |                        | 1      |
| Ecuador                     |                       |                       |                       |                       |                       |                       |                             |                             |                             |                             |                             |                             |                        | Yes                    |                        |                        |                        |                        | 1      |
| Egitto                      |                       |                       |                       |                       |                       |                       |                             |                             |                             |                             |                             | Yes                         |                        |                        |                        |                        |                        |                        | 1      |
| Francia                     |                       |                       |                       |                       |                       |                       |                             |                             |                             |                             |                             |                             |                        |                        |                        |                        | Yes                    |                        | 1      |
| Georgia                     |                       |                       |                       |                       | Yes                   | Yes                   |                             |                             |                             |                             |                             |                             |                        |                        |                        |                        |                        |                        | 2      |
| Germania                    |                       |                       |                       |                       |                       |                       |                             |                             |                             |                             |                             |                             |                        |                        |                        | Yes                    |                        |                        | 1      |
| Grecia                      |                       |                       | Yes                   |                       |                       |                       |                             |                             |                             |                             |                             |                             |                        |                        |                        |                        |                        |                        | 1      |
| Ungheria                    |                       | Yes                   |                       |                       |                       |                       |                             |                             |                             | Yes                         |                             |                             |                        |                        |                        |                        |                        |                        | 2      |
| India                       |                       |                       |                       |                       |                       |                       |                             |                             |                             |                             |                             |                             |                        | Yes                    |                        |                        |                        |                        | 1      |
| Iran                        |                       | Yes                   |                       | Yes                   |                       | Yes                   | Yes                         | Yes                         |                             |                             | Yes                         | Yes                         |                        |                        |                        |                        |                        |                        | 7      |
| Giappone                    | Yes                   |                       | Yes                   |                       |                       |                       | Yes                         |                             | Yes                         |                             |                             |                             | Yes                    | Yes                    | Yes                    | Yes                    | Yes                    | Yes                    | 10     |
| Kazakistan                  |                       |                       |                       | Yes                   |                       |                       |                             |                             |                             | Yes                         |                             |                             |                        |                        |                        |                        |                        |                        | 2      |
| Kirghizistan                |                       |                       |                       |                       |                       |                       | Yes                         |                             | Yes                         |                             |                             |                             |                        |                        |                        | Yes                    |                        | Yes                    | 4      |
| Moldavia                    |                       |                       |                       |                       |                       |                       |                             |                             |                             |                             |                             |                             |                        |                        | Yes                    |                        | Yes                    |                        | 2      |
| Mongolia                    |                       |                       |                       |                       |                       |                       |                             |                             |                             |                             |                             |                             | Yes                    |                        |                        |                        | Yes                    |                        | 2      |
| Nigeria                     |                       |                       |                       |                       |                       |                       |                             |                             |                             |                             |                             |                             |                        |                        | Yes                    |                        |                        |                        | 1      |
| Norvegia                    |                       |                       |                       |                       |                       |                       |                             |                             |                             |                             |                             |                             |                        |                        |                        | Yes                    |                        |                        | 1      |
| Polonia                     |                       |                       |                       |                       |                       |                       |                             |                             |                             |                             |                             |                             |                        |                        | Yes                    |                        |                        |                        | 1      |
| Porto Rico                  |                       | Yes                   |                       |                       |                       |                       |                             |                             |                             |                             |                             |                             |                        |                        |                        |                        |                        |                        | 1      |
| San Marino                  |                       |                       |                       | Yes                   |                       |                       |                             |                             |                             |                             |                             |                             |                        |                        |                        |                        |                        |                        | 1      |
| Serbia                      | Yes                   |                       | Yes                   |                       |                       |                       |                             | Yes                         |                             |                             |                             |                             |                        |                        |                        |                        |                        |                        | 3      |
| Svezia                      |                       |                       |                       |                       |                       |                       |                             |                             |                             |                             |                             |                             |                        | Yes                    |                        |                        |                        |                        | 1      |
| Turchia                     |                       |                       |                       |                       | Yes                   | Yes                   |                             |                             |                             | Yes                         |                             | Yes                         | Yes                    |                        |                        |                        | Yes                    |                        | 6      |
| Ucraina                     |                       |                       |                       |                       |                       |                       |                             |                             |                             | Yes                         |                             |                             |                        |                        |                        | Yes                    |                        |                        | 2      |
| Stati Uniti                 |                       |                       | Yes                   | Yes                   | Yes                   | Yes                   |                             |                             |                             |                             |                             |                             | Yes                    |                        | Yes                    |                        |                        | Yes                    | 7      |
| Uzbekistan                  |                       |                       |                       | Yes                   |                       |                       | Yes                         |                             | Yes                         |                             |                             |                             |                        |                        |                        |                        |                        |                        | 3      |
| Totale:                     | 5                     | 5                     | 5                     | 5                     | 5                     | 5                     | 5                           | 5                           | 5                           | 5                           | 5                           | 5                           | 5                      | 5                      | 5                      | 5                      | 5                      | 5                      | 90     |